# Нью, Лоуренс
Сэр Лоуренс Энтони Уоллис Нью (англ. Laurence Anthony Wallis New; род. 25 февраля 1932) — британский военный деятель, бывший офицер Британской армии, 24-й лейтенант-губернатор острова Мэн (1985—1990).

## Биография
Родился 25 февраля 1932 года. Получил образование в Колледже короля Вильгельма, расположенном в Каслтауне на острове Мэн и в Королевской военной академии в Сандхерст. Затем Нью был зачислен в Королевский танковый полк в 1952 году. В 1974 году он стал военным атташе по обороне в Тель-Авиве, после чего был назначен бригадным генералом. 
В 1984 году он стал помощником начальника штаба обороны и занимал эту должность до выхода на пенсию в 1985 году.
5 октября 1985 года Нью вступил в Должность 24-го лейтенант-губернатора острова Мэн и находился на посту по 10 октября 1990 года. Нью также опубликовал несколько трудов по военной истории Великобритании.

## Личная жизнь
В 1956 году он женился на Анне Дорин Верити. У пары есть двое сыновей и дочерей.